# 김엄곡
김엄곡(1897년 11월 7일? ~ 2020년?)은 대한민국의 비공식 슈퍼센티네리언이다. 

## 같이 보기
- 오윤아
- 박명순
- 김진화
- 엄옥군
- 이화례
- 최장수인
- 슈퍼센티네리언
- 장수